# Elecciones presidenciales de Austria de 1965
Las elecciones presidenciales se celebraron en Austria el 23 de mayo de 1965, tras la muerte del presidente en ejercicio Adolf Schärf el 28 de febrero. El resultado fue una estrecha victoria para Franz Jonas del Partido Socialista, que recibió el 50,7% de los votos. Su único rival fue el ex Canciller Alfons Gorbach del Partido Popular Austríaco. La participación electoral fue del 96.0%.

## Resultados
| Candidato                          | Partido                            | Votos     | %    |
| ---------------------------------- | ---------------------------------- | --------- | ---- |
| Franz Jonas                        | Partido Socialista de Austria      | 2,324,436 | 50.7 |
| Alfons Gorbach                     | Partido Popular Austríaco          | 2,260,888 | 49.3 |
| Votos nulos/en blanco              | Votos nulos/en blanco              | 94,103    | –    |
| Total                              | Total                              | 4,679,427 | 100  |
| Votantes registrados/participación | Votantes registrados/participación | 4,874,928 | 96.0 |
| Fuente: Nohlen & Stöver            |                                    |           |      |